# Polimetilpentè
El  polimetilpentè (PMP), també conegut com a poli(4-metil-1-pentene), és un polímer termoplàstic de 4-metil-1-pentè. És utilitzat per envasos permeables al gas, autoclau mèdic i equipament de laboratori, components de microones, i cassoles. És generalment anomenat TPX, el qual és una marca registrada de Mitsui Chemicals.

## Producció
El polimetilpentè és una poliolefina isotàctica lineal composta de 4-metil-1-pentens i és fet a partir de la catàlisi de tipus Ziegler-Natta. Els graus comercialment disponibles són normalment copolímers. Pot ser extrusionat i emmotllat (per injecció o per bufament).

## Propietats físiques
El polimetilpentè Fon a aproximadament 235 °C. Té una densitat molt baixa (0.84 g/cm3) i és transparent. Té una baixa absorció de la humitat, i propietats elèctriques i acústiques excepcionals. Les seves propietats són raonablement similars a aquelles d'altres poliolefins, tot i que és més trencadís i permeable al gas. El polímer també té una estabilitat tèrmica alta, característiques dielèctriques excel·lents i una resistència química alta. La fase cristal·lina té una densitat més baixa que la fase amorfa.
En comparació a altres materials que són utilitzat per operar en la gamma THz, el TPX mostra propietats òptiques excel·lents amb un índex de refracció independent de la longitud d'ona d'1.460±0.005 entre llum visible i 100~GHz.

## Aplicacions
- Les aplicacions inclouen cobertes de sonar, cons augmentants de soroll, caps transductors ultrasònics, i parts estructurals lleugeres. El polimetilpentè és sovint utilitzat en pel·lícules i recobriments per envasos permeables al gas.
- A causa del seu alt punt de fusió i estabilitat de temperatura bona, el polimetilpentè és utilitzat per autoclau mèdic i equipament de laboratori, components de microones, i cassoles.
- És també sovint utilitzat en components elèctrics p. ex. motlles LED motlles perquè és un aïllant elèctric excel·lent.
- El TPX és un material dur i sòlid al qual se'l pot donar forma per fabricar diversos components òptics com lents i finestres.